# Mallinella maruyamai
Mallinella maruyamai là một loài nhện trong họ Zodariidae.
Loài này thuộc chi Mallinella. Mallinella maruyamai được Hirotsugu Ono & Hashim miêu tả năm 2008.